# Dolní Dunajovice
Dolní Dunajovice (en allemand : Unter Tannowitz) est une commune du district de Břeclav, dans la région de Moravie-du-Sud, en République tchèque. Sa population s'élevait à 1 697 habitants en 2020.

## Géographie
Dolní Dunajovice se trouve à 7 km au nord-ouest de Břeclav, à 25 km au nord-ouest de Břeclav, à 38 km au sud de Brno et à 207 km au sud-est de Prague.
La commune est limitée par Pasohlávky au nord et au nord-est, par Horní Věstonice, Perná et Bavory à l'est, par Březí au sud, et par Dobré Pole et Brod nad Dyjí à l'ouest.

## Histoire
La première mention écrite de la localité date de 1183.